# Zinn(II)-diphosphat
Zinn(II)-diphosphat ist eine chemische Verbindung aus Zinn, Phosphor und Sauerstoff mit der Summenformel Sn2P2O7.

## Gewinnung und Herstellung
Zinn(II)-diphosphat wird aus Zinnchlorid und Natriumpyrophosphat hergestellt.

## Eigenschaften
Zinndiphosphat ist ein farbloser, geruchloser Feststoff. Er ist in konzentrierten Säuren löslich. Bei der thermischen Zersetzung oberhalb 400 °C entstehen als Zersetzungsprodukte Phosphoroxide (z. B. P2O5).

## Verwendung
Zinn(II)-pyrophosphat wird als Emulgator von Fetten und Ölen, sowie als Wasserenthärter in Wasch- und Geschirrspülmitteln und Zahnpasta eingesetzt. Außerdem wird es in Backpulvern und bei der Käsezubereitung verwendet. In Wasserstoffperoxid dient es als Stabilisierer.

## Struktur
Die Kristallstruktur von Zinn(II)-pyrophosphat enthält isolierte P2O7-Gruppen und Zinn in den strukturellen Zwischenräumen. Die Verbindung zeigt einen reversiblen Phasenübergang bei 623 K. Bei Raumtemperatur liegt die Substanz als trikline β-Phase vor, während bei höheren Temperaturen die monokline α-Phase entsteht.